# 拉博里
拉博里（Laborie）是加勒比海島國聖盧西亞拉博里區的一個城鎮，位於該島南海岸，該城鎮由法國人建立於18世紀，得名於法國在18世紀的聖盧西亞總督拉博里男爵，海拔高度19米，2005年人口7,623人。
1. ↑  .   [2018-09-21]. （原始内容存档于2012-09-20）.